# Турист (готель, Київ)
Готель «Турист» у Києві — тризірковий 27-поверховий готель, найвищий в Україні. Будувався протягом 1980—1987 років. 

## Історія будівництва
Спершу планувалося, що готель буде побудований до Олімпіади 1980, деякі змагання якої відбувалися також і в Києві. Але будівництво рухалося дуже повільно.
В середині 1980-х років будівництво прискорилося, і вже 1987 року готель був збудований.
Споруджений «Турист» вражав киян своєю висотою. 93-метровий хмарочос був третім за висотою у Києві (після  Будівлі Міністерства розвитку громад та територій України та Будинку Торгівлі, та другим за кількістю поверхів.

## Додаткові факти
- Перший директор готелю Німак

- Задля безпеки будівля має свій пожежний ліфт.

- Готель може комфортно розмістити 988 гостей.

- Готель «Турист» включає в себе 332 номерів: одномісні, двомісні і номери класу «Люкс».

- У всіх номерах є телефон, телевізор з супутниковим телебаченням, холодильник, ванна кімната. В усіх номерах окрім 'економів' розміщені кондиціонери.

- В будівлі також розміщені ресторани «Рив'єра» і «Кіото», конференц-зал на 300 місць, бар, сауна, кімнати для переговорів і дві автостоянки на 250 машиномісць.